# جو بوك (لاعب كرة قدم أمريكية)
جو بوك (بالإنجليزية: Joe Bock)‏ هو لاعب كرة قدم أمريكية أمريكي، ولد في 21 يوليو 1959 في روتشستر في الولايات المتحدة.

## وصلات خارجية
- جو بوك على موقع مرجع كرة القدم المحترفة.كوم (الإنجليزية)